# Жабокричка
Жабо́кричка — село в Україні, у Чечельницькій селищній громаді Гайсинського району Вінницької області.

## Історія
Станом на 1885 рік у колишньому власницькому селі П'ятківської волості Ольгопільського повіту Подольської губернії мешкала 2389 осіб, налічувалось 226 дворових господарств, існували 2 православні церкви, 2 постоялих будинки.
За переписом 1897 року кількість мешканців зросла до 3470 осіб (1695 чоловічої статі та 1775 — жіночої), з яких 3394 — православної віри.
12 червня 2020 року, відповідно розпорядження Кабінету Міністрів України № 707-р «Про визначення адміністративних центрів та затвердження територій територіальних громад Вінницької області», село увійшло до складу Чечельницької селищної громади.
17 липня 2020 року, в результаті адміністративно-територіальної реформи і ліквідації Чечельницького району, село увійшло до складу Гайсинського району.

## Населення

### Мова
Розподіл населення за рідною мовою за даними :
| Мова       | Кількість | Відсоток |
| ---------- | --------- | -------- |
| українська | 613       | 99.19%   |
| російська  | 5         | 0.81%    |
| Усього     | 618       | 100%     |

## Відомі люди
- Іван Кисличук  — український військовик, козак господарчої частини 4-ї Київської дивізії Армії УНР, Герой Другого Зимового походу
- Сергій Татусяк — український політик, Голова Вінницької обласної ради.

## Пам'ятки
- Ділянка скополії карніолійської — ботанічна пам'ятка природи місцевого значення.